# Do In
 (juillet 2018).
Si vous disposez d'ouvrages ou d'articles de référence ou si vous connaissez des sites web de qualité traitant du thème abordé ici, merci de compléter l'article en donnant les références utiles à sa vérifiabilité et en les liant à la section « Notes et références ».
Le Do-In est une technique d'automassage issu de la médecine traditionnelle japonaise[réf. nécessaire], proche de la médecine traditionnelle chinoise (MTC). Sa pratique est très proche de sa version japonaise appelée Shiatsu « pression des doigts ». Ces deux techniques ont parfois reçu l’appellation plus européanisée[Selon qui ?] de digitopuncture ou acupression. Elle est considérée comme une pseudoscience par la communauté scientifique.

## Les méridiens

### Yin
L'énergie remonte depuis le sol, sur le devant du corps.
Le point d’entrée principal est nommé « source jaillissante » ; il appartient au méridien Rein et est situé dans le creux de la plante du pied.
Les six méridiens bilatéraux Yin sont liés à des organes vitaux, « pleins » : poumon, rate, cœur, rein, maître du Cœur et foie.
Le méridien Conception est le méridien Yin qui remonte de l'entrejambe vers la bouche.

### Yang
L'énergie descend de l’univers sur le dos, excepté pour l'estomac.
Les six méridiens bilatéraux Yang sont liés à des organes « creux » : gros intestin, estomac, intestin grêle, vessie, vésicule biliaire (+ triple réchauffeur, qui n'est pas un organe réel).
Le vaisseau Gouverneur est le méridien « central » Yang : il remonte dans le dos à partir de l'entrejambe, passe sur le haut du crâne et atteint la bouche.